# Monotoma arida
Monotoma arida es una especie de coleóptero de la familia Monotomidae.

## Distribución geográfica
Habita en Ontario y en el este de (Estados Unidos).